# Dictyopheltes robustus
Dictyopheltes robustus är en stekelart som beskrevs av Ian D. Gauld 1984. Dictyopheltes robustus ingår i släktet Dictyopheltes och familjen brokparasitsteklar. Inga underarter finns listade i Catalogue of Life.